# Fahrni
Fahrni (toponimo tedesco) è un comune svizzero di 788 abitanti del Canton Berna, nella regione dell'Oberland (circondario di Thun).

## Monumenti e luoghi d'interesse
- Chiesa riformata di Rachholtern, eretta nel 1951[1].

## Società

### Evoluzione demografica
L'evoluzione demografica è riportata nella seguente tabella:
Abitanti censiti

## Geografia antropica

### Frazioni
Le frazioni di Fahrni sono:
- Äschlisbühl
- Bach
- Dörfli
- Embergboden
- Lueg
- Obere Mürggen
- Rachholtern

## Amministrazione
Ogni famiglia originaria del luogo fa parte del comune patriziale che ha la responsabilità della manutenzione di ogni bene ricadente all'interno dei confini del comune.